# 共桿式交通標誌
共桿式交通標誌（亦稱共桿路燈、燈箱化共桿式路燈）是指一種集路燈桿、交通號誌、交通標誌等設備於一身的道路交通設施。其設計目的是為了解決路口之桿件林立，而導致市容景觀雜亂，及用路人對路口相關交通指示資訊產生迷惑等缺失，目前共有直接照明、間接照明2種。
共桿式交通標誌主要運用於臺灣，高雄市為最先設置的城市且最廣泛使用，於2004年起開始更換採用，目前已在多處路口採用，此後其他縣市亦陸續跟進採用。

## 設置地區

### 中華民國（台灣）

#### 基隆市
- 忠一路

#### 臺北市
- 中山北路、中山南路、羅斯福路、民族東路、民族西路、忠孝東路、信義路、南京東路、艋舺大道、重慶北路

#### 新北市
- 板橋區
  - 縣民大道
- 三重區
  - 元信一～三街、元富一～二街
- 中和區
  - 景安路
- 蘆洲區
  - 三民路
- 土城區
  - 金城路一段
- 八里區
  - 八里大道、商港三路
- 新莊區
  - 中正路、中央路
- 淡水區
  - 新市二路一段～二段

#### 桃園市
- 桃園區
  - 大興西路、成功路二段、三民路、國際路二段、正光路、文中路、文中ㄧ～二路、文中東路、水汴ㄧ路、溫州一路、經國路、幸福路、慈文路（部分路段）、力行路（部分路段）、吉安街、青溪路、法院後街、日光路
- 蘆竹區
  - 南山路一～二段
- 龜山區
  - 復興一路
- 中壢區
  - 中園路、明德路、明德南路、龍岡路三段、三民路一段、中興路一段、晉元路、中美路、慈惠三街與九和六街口、元化路
- 平鎮區
  - 延平路二段、龍慈路
- 楊梅區
  - 永美路、中山路、中山北路、中山南路、校前路（楊梅國中前）
- 觀音區
  - 濱海路廣興段
- 八德區
  - 豐德路、新生路
- 大園區
  - 中興路二段、民生南路、航城路二段
- 大溪區
  - 中華路

#### 新竹縣
- 竹北市
  - 光明六路、光明六路東一～二段、自強北路、自強南路
- 芎林鄉
  - 富林路一段～二段
- 橫山鄉
  - 富林路一段

#### 新竹市
- 北區
  - 竹光路、北門街、西大路、北大路
- 東區
  - 自由路、中華路二段、經國路一段、東大路一段、中正路、東門街、西大路

#### 苗栗縣
- 銅鑼鄉
  - 新竹科學園區（銅鑼園區）

#### 宜蘭縣
- 宜蘭市
  - 七張路（台9線～縣道192間）、進士路一段、南橋路
- 羅東鎮
  - 中山路三段與光榮路路口
- 蘇澳鎮
  - 海山西路、慶安段重劃區
- 頭城鎮
  - 三和路612/613巷口
- 員山鄉
  - 惠民路、金山東路、石頭厝路、深洲路
- 冬山鄉
  - 東福路、成興路、義成路一段（台9線～公園路間）、香南路、廣興路與梅花路口、長春路與柯林路口、冬山路五段至永安路。
- 壯圍鄉
  - 壯濱路一段與新南路路口
- 五結鄉
  - 五結中路一段（親河路傳藝路間）、文興路二段（二結聯絡道）
- 礁溪鄉
  - 淇武蘭路、興農路和191線路口
- 三星鄉
  - 上將路三段～六段、上將路二段與大洲路口、三星路二段與健富路口、健富路二段

#### 臺中市
- 直接照明
  - 中清路二段、五權路（西區）、五權南路（南區）、德芳路（大里區）、臺灣大道八段至九段、中華路二段（沙鹿區）、中華路（清水區）、五權南路（清水區）、中清路八段與中山路口（清水區）
- 無照明
  - 臺灣大道一段至四段

#### 彰化縣
- 員林市
  - 萬年路一段
- 田中鎮
  - 斗中路一段、斗中路二段

#### 南投縣
- 草屯鎮
  - 中興路
- 埔里鎮
  - 桃南路與中山路口
- 竹山鎮
  - 江西路

#### 雲林縣
- 斗南鎮
  - 大業路

#### 嘉義縣
- 太保市
  - 太子大道
- 六腳鄉
  - 媽祖大道與北港大橋路口
- 水上鄉
  - 中山路二段～三段

#### 嘉義市
- 東區
  - 垂楊路、林森西路
- 西區
  - 新民路、垂楊路、彌陀路、中山路、林森西路、興業西路

#### 臺南市
- 公園道:林森路、東豐路、海安路、公園南路
- 市區主要道路:東門路、西門路、中華東路、和緯路、永華路、中正路、臨安路、台江大道
- 市區次要道路:城安路
- 重劃區:九份子重劃區、臺南運河星鑽特區、永康砲校遷建暨創意設計園區、南部科學園區（臺南園區）

#### 高雄市
- 間接照明
  - 中山二路至中山四路（國際迎賓大道）、民權一路、民生一路至民生二路、四維二路至四維四路、六合二路、九如一路、新光路（新光園道）、大業北路、澄清路（三民區）
- 直接照明
  - 五福一路至五福三路、博愛一路至博愛四路（博愛世運大道）、中正一路至中正四路、翠華路、河東路、裕誠路、明誠二路至明誠三路、七賢一路至七賢二路、世運大道、成功二路、九如三路、高鐵路、環山路、站前路、站前北路、站前南路、明潭路、中華五路、治平橋、時代大道、三多一路至三多二路、凱旋三路、新庄子路、公園二路、光華二路至光華三路、大順三路與武廟路口、武廟路與輔仁路口、鼎山街、美都路、美術東二路、德中路、澄清路（鳥松區）、澄清路（鳳山區）、國泰路、辛亥路、大埤路、神農路、通港路、沿海路、外環西路、中央路、漁港路（梓官區）、中正路（梓官區）、中正路（仁武區）、水管路（仁武區）、南部科學園區（高雄園區）、楠梓加工區
- 無照明
  - 中山一路（美麗島大道）、願景橋

#### 屏東縣
- 屏東市
  - 民族路、和平路、自由路、中山路、永福路、中正路、民生路

#### 花蓮縣
- 花蓮市
  - 中央路三段～四段、和平重慶路口、和平福建路口、和平林森路口、林森自由街口、中山重慶路口、中山中正路口、重慶福町路口、中正仁愛路口

- 吉安鄉
  - 中央路三段

- 壽豐鄉
  - 中山路～中山路一段

#### 臺東縣
- 臺東市
  - 新興路與興安路口、民航路與山西路口、民航路與正氣北路口

### 美國

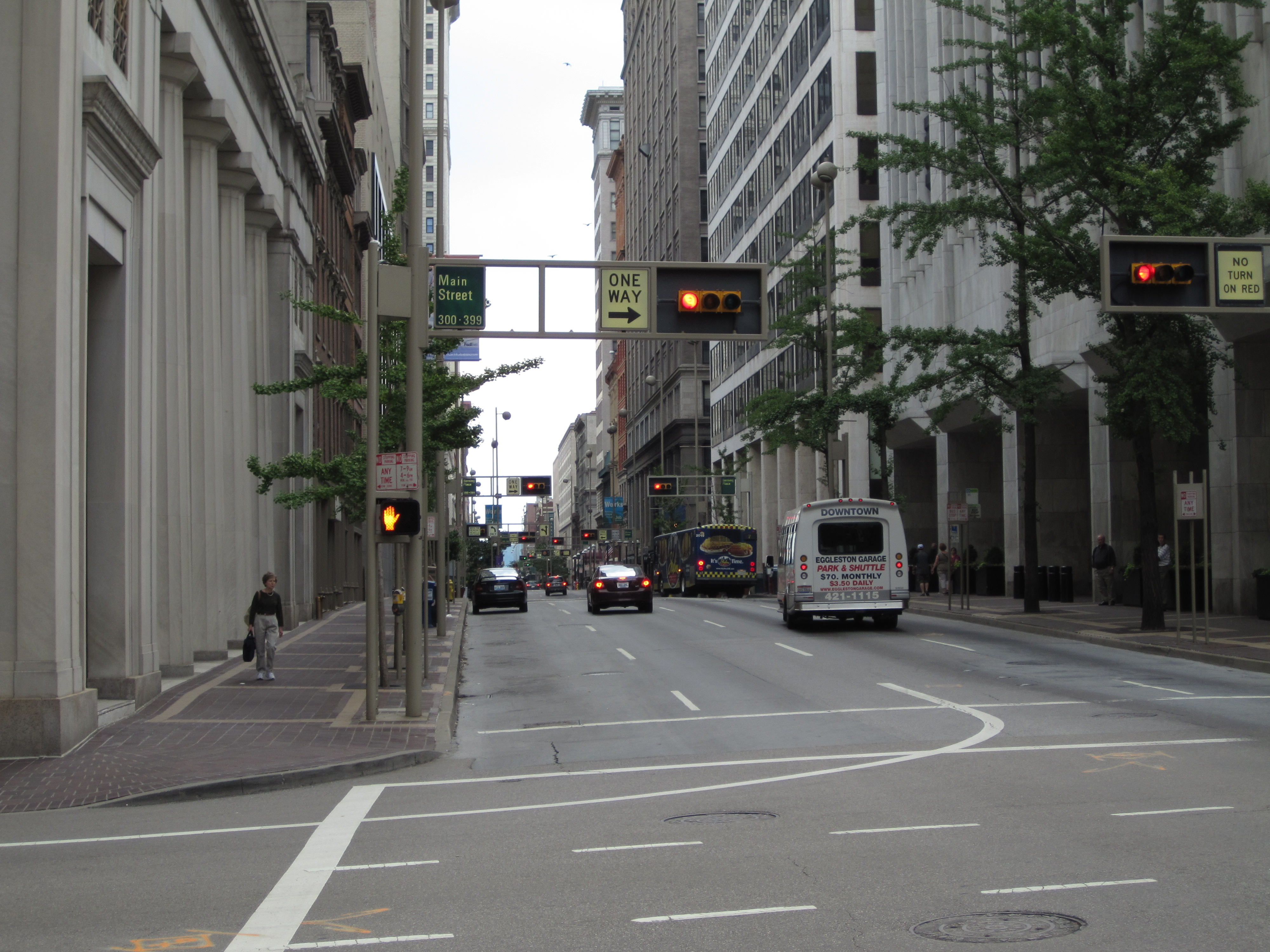
美國俄亥俄州辛辛那提街道上的共桿式號誌。

美國俄亥俄州辛辛那提也在部份路段設置了共桿式交通標誌。

## 評價
根據高雄市政府在2010年7月自行施做的的滿意度調查，對於共桿式交通標誌感到滿意或非常滿意的市民將近九成，另有一成左右的市民表示不滿意。
在台中市也跟進開始設置共桿式交通標誌後，曾因體積過大、設置過度密集，遭到部份居民和市議員批評破壞市容，也有駕駛認為號誌會阻擋視線。

## 資料來源
1. ↑  高雄市共桿路燈簡介 滿意度 （页面存档备份，存于），高雄市政府
2. ↑  2009年4月6日，路燈、號誌共桿太密集 民眾嫌醜 （页面存档备份，存于），《大紀元時報》

## 外部連結
高雄市共桿路燈簡介 （页面存档备份，存于）